# 康定小檗
康定小檗（学名：Berberis kangdingensis）是小檗科小檗属的植物，是中国的特有植物。分布于中国大陆的四川等地，生长于海拔2,600米至3,400米的地区，常生于山坡岩缝中，目前尚未由人工引种栽培。